# Vézinnes
 Vézinnes  ist eine französische Gemeinde mit 157 Einwohnern (Stand 1. Januar 2022) im Département Yonne in der Region Bourgogne-Franche-Comté; sie gehört zum Arrondissement  Avallon und zum Kanton Tonnerrois.

## Bevölkerungsentwicklung
| Jahr      | 1962 | 1968 | 1975 | 1982 | 1990 | 1999 | 2008 |
| Einwohner | 121  | 155  | 169  | 180  | 185  | 167  | 163  |

## Sehenswürdigkeiten
- Schlossruine, 1540 von John Stuart, Kapitän der Schottischen Garde, gebaut